# Canton de Vitry-sur-Seine-Ouest
Le canton de Vitry-sur-Seine-Ouest est une ancienne division administrative française située dans le département du Val-de-Marne et la région Île-de-France.
Il a été supprimé en 2015, à l'occasion de la création des cantons de Vitry-sur-Seine-1 et Vitry-sur-Seine-2.

## Histoire
La commune de Vitry-sur-Seine est divisée, lors de la mise en place du département du Val-de-Marne, pour former  les cantons de Vitry-sur-Seine-Ouest et Vitry-sur-Seine-Est par le décret du 20 juillet 1967 .
Les deux cantons sont redécoupés par le décret du 20 janvier 1976.
Ces deux cantons sont à nouveau modifiés par le décret du 24 décembre 1984, qui les rescinde en trois cantons, Vitry-sur-Seine-Ouest, Vitry-sur-Seine-Nord et Vitry-sur-Seine-Est
Un nouveau découpage territorial du Val-de-Marne entré en vigueur à l'occasion des premières élections départementales suivant le décret du 17 février 2014. Les conseillers départementaux sont, à compter de ces élections, élus au scrutin majoritaire binominal mixte. Les électeurs de chaque canton élisent au Conseil départemental, nouvelle appellation du Conseil général, deux membres de sexe différent, qui se présentent en binôme de candidats. Les conseillers départementaux sont élus pour 6 ans au scrutin binominal majoritaire à deux tours, l'accès au second tour nécessitant 12,5 % des inscrits au 1er tour. En outre, la totalité des conseillers départementaux est renouvelée. Ce nouveau mode de scrutin nécessite un redécoupage des cantons dont le nombre est divisé par deux avec arrondi à l'unité impaire supérieure si ce nombre n'est pas entier impair, assorti de conditions de seuils minimaux. Dans le Val-de-Marne le nombre de cantons passe ainsi de 49 à 25.
Dans ce cadre, les trois anciens cantons de Vitry sont supprimés afin de créer les nouveaux cantons de Vitry-sur-Seine-1 et Vitry-2.

## Administration
| Période | Période | Identité         | Étiquette     | Qualité |
| ------- | ------- | ---------------- | ------------- | --- |
| 1967    | 1988    | Monique Merciéca | PCF           | Couturière Secrétaire générale de l’UJFF (1962 → 1968)                                                                             |
| 1988,   | 2015    | Jacques Perreux, | PCF puis EÉLV | Technicien de production puis permanent du PCF Vice-président du Conseil général Conseiller régional d'Île-de-France (2010 → 2014) |

## Composition

### Période 1967 - 1976
Le canton était constitué, selon la toponymie du décret de 1967,  par « la partie Ouest de la commune de Vitry-sur-Seine délimitée à l'Est par l'axe de la rue Louise-Aglaé-Cretté, l'axe de la rue Henri-Barbusse (jusqu'à la rue de Montebello), la rue de Montebello (côtés pair et impair, jusqu'à la rue du Château), l'axe de la rue de Montebello (jusqu'à la place de l'Eglise), le côté Ouest de la place de l'Eglise, l'axe de la rue Charpentier jusqu'à la place du Petit-Vitry contournée à l'Est, l'axe de la rue Camille-Groult (jusqu'à la rue de la Chapelle-aux-Granges), l'axe des rues de la Chapelle-aux-Granges, Camille-Blanc, Albert-Thomas et de l'avenue Rouget-de-Lisle ».
Le surplus de la commune constituait le canton de Vitry-sur-Seine-Est

### Période 1976 - 1984
Après la modification des limites des deux cantons de Vitry, le canton de Vitry-sur-Seine-Ouest était constitué, selon la toponymie du décret de 1976, par « la partie Ouest de la commune de Vitry-sur-Seine délimitée à l'Est par l'axe des voies ci-après : rue Louise-Aglaé-Cretté, rue Henri-Barbusse, rue de Montebello, rue du Château, rue Audigeois, avenue Maximilien-Robespierre, avenue Youri-Gagarine, avenue . Rouget-de-Lisle »
Le surplus de la commune constituait toujours le canton de Vitry-sur-Seine-Est

### Période 1984 - 2015
Les deux cantons de Vitry ayant été rescindés en 1984 pour créer trois cantons, le nouveau canton de Vitry-sur-Seine-Ouest est désormais constitué par « la portion de territoire de la commune de Vitry-sur-Seine délimitée par les limites territoriales des communes de Villejuif, Chevilly-Larue et Thiais et par l'axe des voies ci-après : avenue Rouget-de-Lisle (depuis la !imite de la commune de Thiais), avenue Youri-Gagarine, avenue Maximilien-Robespierre, rue Eugène-Pelletan, rue des Pavillons, rue des Noriets, rue Audran, rue
Lalo, rue Jules-Lagaisse et rue des Malassis (jusqu'à la limite de la commune de Villejuif) ».
Les 2 autres cantons de Vitry étaient le canton de Vitry-sur-Seine-Est et le canton de Vitry-sur-Seine-Nord.
| Communes                         | Population (2012) | Code postal | Code Insee |
| -------------------------------- | ----------------- | ----------- | ---------- |
| Vitry-sur-Seine, commune entière | 78 908            | 94 400      | 94 081     |

## Démographie
| 1962 | 1968 | 1975 | 1982 | 1990   | 1999   | 2009 |
| ---- | ---- | ---- | ---- | ------ | ------ | ---- |
| -    | -    | -    | -    | 28 324 | 26 110 | -    |